# Phaps
Phaps là một chi chim trong họ Columbidae.